# Sepso-Tinktur
Die Sepso-Tinktur ist ein Desinfektionsmittel für Wunden.

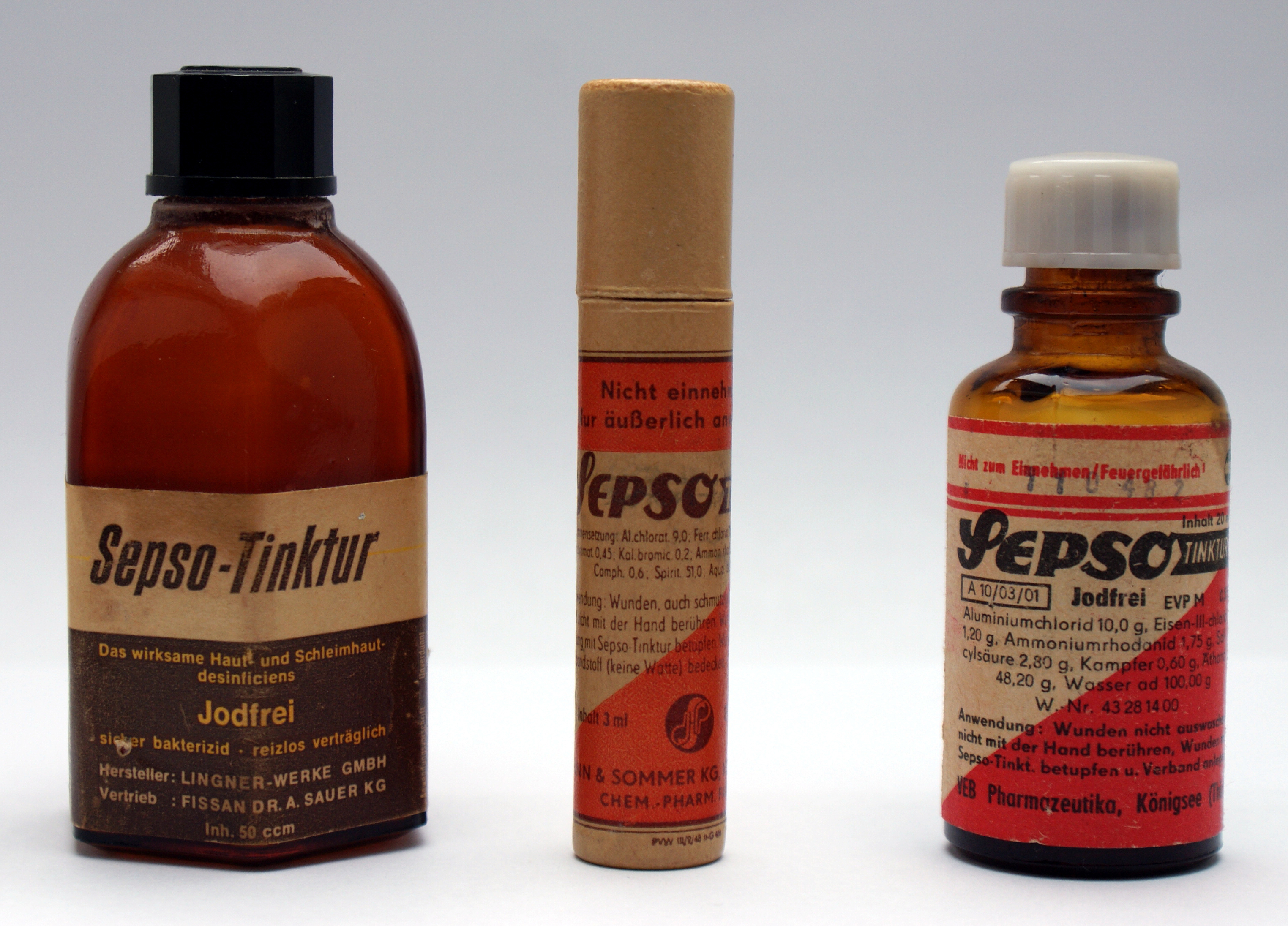
Alte Sepso Präparate. Links Sepso-Tinktur von den Linger Werken, in der Mitte Sepso Stift von Hofmann & Sommer, rechts Sepso-Tinktur vom VEB Pharmazeutika Königsee.

## Eigenschaften
Die ursprüngliche Sepso-Tinktur bestand laut Etikett aus 10 % (m/V) Aluminiumchlorid, 1,2 % (m/V) Eisen(II)-chlorid, 1,75 % (m/V) Ammoniumrhodanid, 2,8 % (m/V) Salicylsäure, 0,5 % (m/V) Campher und 48,2 % (m/V) Ethanol. Das Ammoniumrhodanid und die Eisenionen bilden einen roten Farbstoff-Komplex und somit die Färbung der Tinktur. Der Wirkmechanismus der heutigen Sepso-J-Lösung basiert auf PVP-Iod. Im Vergleich zu den Wunddesinfektionsmitteln Kodan, Dibromol oder 70 % Ethanol (jeweils in der Zusammensetzung von 1977) besitzt Sepso-Tinktur in der Zusammensetzung von 1977 eine höhere Remanenzwirkung, die durch die nicht-flüchtigen Bestandteile (alle außer Ethanol und Wasser) entstand.
Die heutige Zusammensetzung entspricht vergleichbaren Antiseptika mit dem Wirkstoff Povidon-Iod. Laut Packungsbeilage besteht die aktuelle Sepso J Lösung aus dem Wirkstoff Povidon-Iod sowie den weiteren Bestandteilen Nonoxinol 9, Natriummonohydrogenphosphat-Dodecahydrat, Citronensäure, Kaliumiodat und Gereinigtem Wasser.

## Geschichte
Im Jahr 1927 wurde Sepso von den Lingner-Werken, Dresden, als Jodaustauschpräparat zur äußeren Desinfektion eingeführt, zunächst unter dem Namen Metajodin (in der Bedeutung Jod-Nachbildung), ab 1935 dann als Sepso.
Die Sepso-Tinktur wurde von den Lingner-Werken in Dresden, ab 1962 von der Firma Hofmann & Sommer und ab 1972 vom Nachfolgeunternehmen VEB Pharmazeutika Königsee hergestellt. Sepso wurde nach der Reprivatisierung des Unternehmens durch die Treuhandanstalt im Jahr 1993 unter dem bis heute gültigen Handelsnamen Sepso J Lösung eine eingetragene Wortmarke der Firma Hofmann & Sommer GmbH und Co. KG. Die Zusammensetzung wurde zu diesem Zeitpunkt dem bundesdeutschen Arzneimittelgesetz angepasst.